# كأس كاجولز 1929–30
وهي البطولة السادسة بعد أن بدأت البطولة موسم 1923/1924 وفاز بلقبها فريق دار المعلمين.

## الفرق المشاركة
- دار المعلمين
- جمعية الآداب الرياضية
- الكمرك
- فريق المدفعية
- فريق الهنيدي
- فريق الكاتبة
- فريق ليفي (الاسم غير مؤكد9
- فريق الصناعية
- فريق الهندسة
- فريق النجمة الجديدة الأرمني
- فريق المستودع المركزي
- الثانوية الشرقية
- فريق الوطنية
- فريق الفوج السادس
- فريق اللاسلكي
- فريق ثانوية الكرخ
- فريق المدرسة الحربية
- فريق المختلطة

## بعض النتائج المعروفة

### الجولة الأولى
- دار المعلمين × مدرسة الآداب (2-1)
- الكمرك × المدفعية (5-0)
- النجمة الجديدة × ثانوية الكرخ (2-0)
- الهنيدي × الكاتبة (5-0)
- ليفي × الصناعية (1-0)
- الثانوية الشرقية × المستودع المركزي (2-0)

### الجولة الثانية
- دار المعلمين × الكمرك (3-0)
- الهنيدي × اللاسلكي (3-0)
- المدرسة الحربية × الثانوية الشرقية (2-1)

## المباراة النهائية
أقيمت المبارأة النهائية يوم 5 آذار 1930 وانتهت بتعادل فريق دار المعلمين وفريق الوطنية (1-1) سجلهما مونكس وخضوري عثمان.
أعيدت المباراة النهائية يوم 11 آذار 1930 وانتهت بفوز فريق دار المعلمين على فريق الوطنية (1-0) سجله صبحي علي.